# Hans-Georg Dulz
Hans-Georg Dulz (* 31. Oktober 1936 in Dortmund; † 16. Februar 2022 in Braunschweig) war ein deutscher Fußballspieler, der 1966/67 mit Eintracht Braunschweig die deutsche Fußballmeisterschaft gewann.

## Laufbahn

### Oberliga, 1957 bis 1963
„Schorsch“ Dulz spielte von 1954 bis 1957 beim SV Dortmund 08 im Amateurbereich und bekam zur Runde 1957/58 beim Deutschen Meister der Jahre 1956 und 1957, Borussia Dortmund, einen Vertrag für die Oberliga West. In der ersten Saison im Stadion Rote Erde kam der Neuzugang auf elf Spiele mit einem Tor. Die Gewöhnung an das höhere Leistungsniveau bei Borussia und der Oberliga benötigte Zeit der Anpassung und Weiterentwicklung. Im Europapokal der Landesmeister 1957/58 wurde er aber von Trainer Hans Tauchert am 29. Dezember 1957 im Entscheidungsspiel in Bologna gegen den Armeeklub Bukarest beim 3:1-Sieg – Dulz erzielte die 1:0-Führung in der 15. Minute – sowie bei der 1:4-Niederlage beim AC Mailand am 26. März 1958 eingesetzt. In beiden Begegnungen formierte sich der BVB-Angriff mit Dulz, Alfred Preißler, Alfred Kelbassa, Aki Schmidt und Alfred Niepieklo. In der zweiten Saison gehörte „Schorsch“ Dulz 1958/59 mit 25 Einsätzen und neun Toren der Stammbesetzung von Borussia Dortmund an, wo das Offensivtalent Friedhelm Konietzka mit acht Einsätzen und sechs Toren die ersten Gehversuche in der Oberliga West anstellte. Nach 36 Spielen mit 10 Treffern endete im Sommer 1959 die Zeit bei Borussia und Dulz unterschrieb einen Vertrag in der Oberliga Süd beim SSV Reutlingen.
Im Stadion an der Kreuzeiche erzielte er in den Runden 1959/60 und 1960/61 jeweils zwölf Tore. Zusammen mit Torhüter Karl Bögelein und Ulrich Biesinger belegte er 1961 hinter dem Meister 1. FC Nürnberg, Eintracht Frankfurt, Karlsruher SC und Kickers Offenbach den fünften Tabellenplatz. Nach 75 Einsätzen mit 29 Toren für Reutlingen unterschrieb er zur Runde 1962/63 beim Hamburger SV in der Oberliga Nord einen neuen Vertrag und wechselte von der Schwäbischen Alb an die Alster. Beim Serienmeister der Oberliga Nord – Titelgewinne von 1955 bis 1962 – geriet Dulz aber in das sportliche Abseits. Er kam zu keinem Einsatz in der letzten Runde der Oberliga-Ära. Trainer Helmuth Johannsen von Eintracht Braunschweig gab dem im Sturm wie im Mittelfeld einsetzbaren Spieler eine neue Chance und verpflichtete Dulz zum Start der Fußball-Bundesliga 1963/64.

### Bundesliga, 1963 bis 1968
Dem vom HSV verschmähten Dulz schenkte Johannsen sogleich am Starttag der neuen Liga, am 24. August 1963, beim Auswärtsspiel bei 1860 München das Vertrauen und formierte seinen Angriff mit Klaus Gerwien, Gerhard Schrader, Jürgen Moll, Helmut Hosung und „Schorsch“ Dulz. Braunschweig gelang bei dem favorisierten Südmeister des Jahres 1963 ein 1:1-Remis und damit ein geglückter Einstand in der Bundesliga. Am Rundenende belegten die Niedersachsen den elften Rang und Dulz hatte in 23 Partien vier Treffer erzielt. Nach den folgenden Plätzen neun (1965) und zehn (1966) deutete nichts auf den Sensationserfolg im vierten Jahr Bundesliga, 1966/67, hin: Dulz und seine Kameraden gehörten in der Saisonvorschau, wie jede Runde zuvor, den Aspiranten für die Abstiegsränge an. Trainer Johannsen führte Braunschweig mit einer kontinuierlich gewachsenen Mannschaft zur deutschen Meisterschaft. Garant war die überragende Defensive mit nur 27 Gegentreffern in 34 Rundenspielen. Titelverteidiger 1860 München, Borussia Dortmund und Eintracht Frankfurt landeten auf den Plätzen. Im Eintracht-Stadion an der Hamburger Straße verlor der neue Meister nur das Niedersachsen-Derby gegen Hannover 96 mit 0:1 Toren. „Schorsch“ Dulz, er feierte in der Vorrunde seinen 30. Geburtstag, hatte eine „Schlüsselrolle“ im System der Mannschaft von Trainer Johannsen inne. Er pendelte permanent zwischen Abwehr und Angriff und war der spieltechnische Impulsgeber an der Seite des deckungsstarken Walter Schmidt und des torgefährlichen Lothar Ulsaß (15 Tore). Dulz absolvierte 32 Spiele und schoss fünf Tore.
In allen drei Begegnungen im Europapokal der Landesmeister 1967/68 gegen Juventus Turin stand Dulz im Eintracht-Team. Im Hinspiel am 31. Januar 1968 gelang ihm der 2:1-Führungstreffer, in Turin erlebte er mit seinen Mannschaftskameraden die 0:1-Niederlage durch einen verwandelten Elfmeter in der 88. Spielminute und im Entscheidungsspiel am 20. März in Bern versuchte er vergeblich bei der erneuten 0:1-Niederlage den Ausfall von Lothar Ulsaß zu kompensieren. Am 18. Mai 1968 bestritt Hans-Georg Dulz bei der 0:2-Niederlage bei Borussia Mönchengladbach sein letztes Bundesligaspiel. Von 1963 bis 1968 hatte er 109 Spiele mit 15 Toren für Eintracht Braunschweig bestritten.
Seine Spielerkarriere beendete er 1968/69 mit seinem Engagement beim FC Aarau im Stadion Brügglifeld in der Nationalliga A.
Dulz starb am 16. Februar 2022 im Alter von 85 Jahren in einem Braunschweiger Pflegeheim. Seine Urne wurde am Stadtfriedhof Braunschweig beigesetzt.

## Trainer
Im letzten Fußball-Lehrer-Kurs an der Sporthochschule Köln unter der Lehrgangsleitung von Hennes Weisweiler absolvierte Dulz im Jahre 1970 zusammen mit Sigfried Held, Uwe Klimaschefski, Otto Rehhagel und Hans Tilkowski die Trainerausbildung. Parallel trainierte er während der Lehrgangszeit den SV Bergisch Gladbach 09. Nach seiner Rückkehr in die Region Braunschweig übernahm er die Trainingsleitung beim MTV Gifhorn.